# Maria Sundbom
Maria Irene Sundbom (født 19. maj 1975 i Uppsala) er en svensk skuespiller. Hun arbejder ved Uppsala stadsteater.

## Udvalgt filmografi
- Lasermannen (tv-serie, 2005)
- LasseMajas detektivbyrå (tv-serie, 2006)
- Solstorm (2007)
- Wallander (tv-serie, 2010)
- Broen (tv-serie, 2011)
- Pigen, moderen og dæmonerne (2016)
- Frøken Frimans krig (tv-serie, 2016)
- Det som skjules i sneen (tv-serie, 2018)
- Quicksand - størst af alt (tv-serie, 2019)
- Inden vi dør (tv-serie, 2019)
- Dating for voksne (tv-serie, 2020)
- Beck (tv-serie, 2022-2023)
- Maria Wern (tv-serie, 2023)
- The Pirate Bay (tv-serie, 2024)